# Chébane Traoré
Chébane Traoré (né le 4 décembre 1990 à Bamako) est un footballeur malien.
En championnat national, il joue dans l’équipe du CS Dougouwolowila. Il joue également avec l’équipe nationale du Mali,.